# 海江田万里
海江田萬里（日语：／ Kaieda Banri */?，1949年2月26日—）是日本政治家、经济评论家。血型是AB型，現任日本众议院议员（當選8屆）。曾任經濟產業大臣（第14任）、原子能經濟被害擔當大臣、民主黨代表，是昔日民主黨的實力人物。由于其父曾在中国大陆和台湾担任报社记者，以“万里长城”的“万里”为海江田命名，对海江田来说“一出生就与中国结下了不解之缘”。

## 政治生涯
畢業於慶應義塾大學法學部政治學科。大學時期的導師是教授現代東南亞論的松本三郎。
2000年9月，就任民主黨財政委員長。
2010年6月，就任眾議院財務金融委員長。
2010年9月，就任菅直人第1次改造內閣 內閣府特命擔當大臣（經濟財政政策、科學技術政策）。他還擔任國務大臣，擔任宇宙開發擔當職務。
2011年1月，轉任菅直人第2次改造內閣 經濟產業大臣。
2011年8月，曾參選民主黨代表，但在第二輪投票敗於野田佳彥。
2011年10月，就任民主黨地域主權調查會長。
2012年12月，眾議院大選民主黨慘敗下野，民主黨陷入建黨以來最大危機，海江田抱著「火中取栗」的覺悟再次參選民主黨代表，終於成功當選。但是海江田未能扭轉民主黨的頹勢，民主黨在2013年的參議院山口縣選區補選、東京都議會議員選舉、參議院議員通常選舉接連慘敗。
擔任黨代表兩年後，2014年12月舉行的眾議院大選，自公執政聯盟再次取得壓倒性勝利，民主黨的議席數量雖然略有增加，但黨勢依然低迷，是建黨以來議席第二少的一次大選，遠不及海江田提出的目標（增加至100席以上）。而身為黨首的海江田，竟然意外地徹底落選，不僅在小選舉區被自由民主黨的山田美樹擊敗，在比例區也因為惜敗率過低而未能比例復活。最大在野黨黨首落選，是1949年大選日本社會黨委員長片山哲落選以來首次。屈辱性地連國會議席職位都喪失的海江田不得不宣布辭去黨代表一職。
2017年，已转入立宪民主党的海江田万里在第48届日本众议院议员总选举中击败同选区对手，重新当选众议员。
2017年11月，眾議院財務金融委員會筆頭理事。
2018年，就任立憲民主黨稅制調查會長和同財務金融部門會議第一代部會長。
2018年11月，就任眾議院決算行政監視委員長。

## 軼事
愛好漢詩，選取平常喜歡朗誦的漢詩出版《私撰漢詩詞集》；在當選民主黨代表時以詩明志：
|                          | 臘月扶桑戰鼓鳴 寒天寡助計無成 將軍功盡萬兵斃 粉骨碎身全此生 |
| ——偶成一绝 壬辰季冬 万里 |                                                             |